# Galegofobia
A galegofobia ou galaicofobia refere-se à aversão injustificada à Galiza, à cultura e à língua galega e ao indivíduo galego e identidade. Embora o termo não apareça em nenhum dicionário colecionado de corte acadêmico , é o nome genérico e popular para se referir a este fenômeno tanto na imprensa quanto no campo social. Assim, a primeira evidência de seu uso está em artigo de imprensa assinado por Villar Ponte e datado de 1916.  As primeiras manifestações de galegofobia foram realizadas por muitos escritores letrados em espanhol ( Miguel de Cervantes , em seu Dom Quixote,  como um exemplo proeminente), mas também é possível rastreá-lo na historiografia nacionalista espanhola (cuja figura paradigmática é Menéndez Pidal) ou mesmo na política e na televisão contemporânea.
Embora seja verdade que os maiores e mais numerosos exemplos de galegofobia vêm da esfera hispânica, ela também existiu (e continua a existir) a nível europeu e internacional.